# Onze-Lieve-Vrouw-Ten-Hemelopnemingkerk (Reusel)

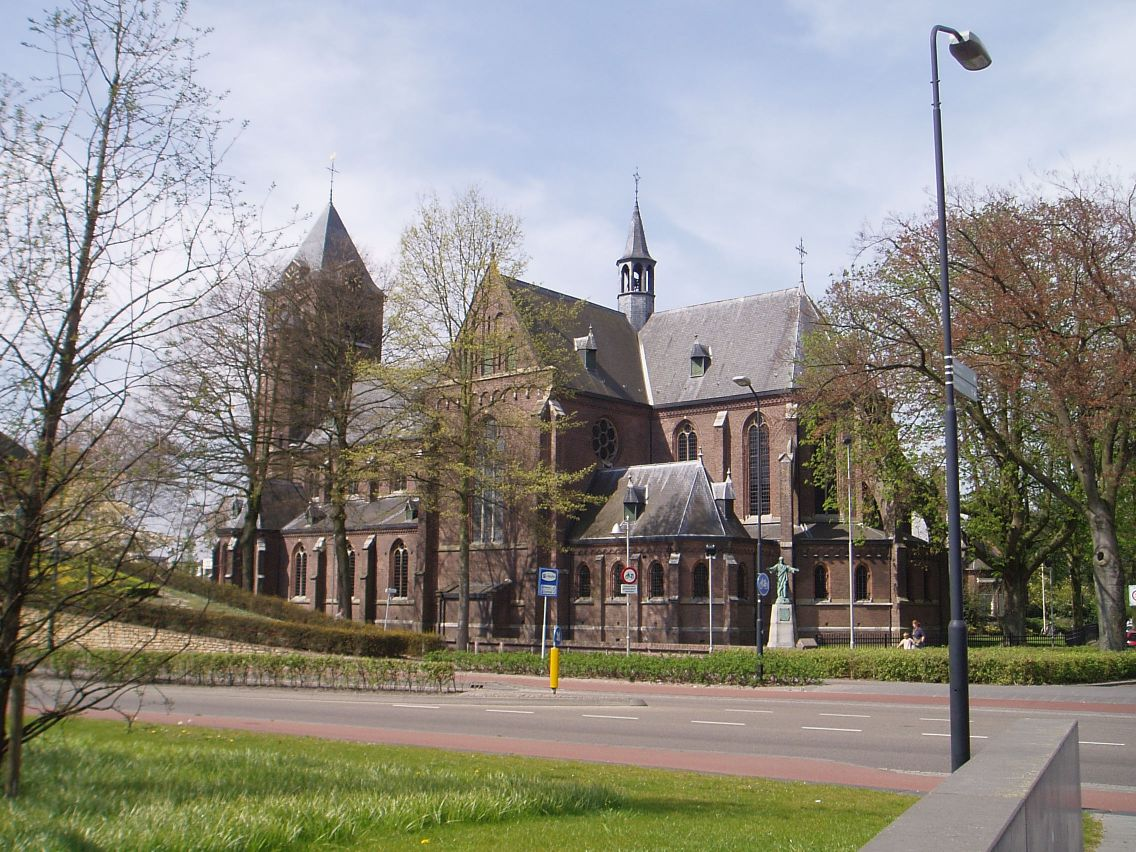
Onze-Lieve-Vrouw-Ten-Hemelopnemingkerk

De Onze-Lieve-Vrouw-Ten-Hemelopnemingkerk is de parochiekerk van Reusel, in de Noord-Brabantse gemeente Reusel-De Mierden, gelegen te Kerkstraat 4.

## Geschiedenis
In 1997 hebben opgravingen uitgewezen dat op de plaats van deze kerk vroeger een romaanse kerk heeft gestaan, mogelijk nog vooraf gegaan door een houten kerkje. In de 12e eeuw werd in documenten al een romaanse kerk vermeld. Deze kerk was bebouwd in tufsteen⁣, maar later werd hij uitgebreid met bakstenen delen en uiteindelijk betrof het een gotisch kerkgebouw. In 1648 werd de kerk genaast door de protestanten en moesten de katholieken voor de Mis naar een grenskerk op Arendonks gebied. In 1672 mochten ze een schuurkerk betrekken en in 1795 kregen ze hun oorspronkelijke kerk weer terug. Herstel volgde in 1823 zodat de kerk ook weer gebruikt kon worden.
De huidige kerk werd tussen 1894 en 1895 onder leiding van de pastoor Franciscus Frederik Laurentius van der Wee gebouwd. Hierna werd de historische kerk gesloopt.
De nieuwe kerk werd een neogotische kruiskerk, ontworpen door Peter Bekkers en Arnoldus Bruning.

## Gebouw
Het betreft een bakstenen driebeukige neogotische kruiskerk met voorgebouwde toren die voorzien is van een tentdak. Ook heeft de kerk een vieringtorentje.
De kerk bezit een Loret-orgel van 1888 dat afkomstig is uit de Waalse kerk te Dordrecht en in 1986 in de Reuselse kerk werd geplaatst.